# Böhler-Uddeholm
Böhler-Uddeholm AG er en østrigsk producent af værktøjsstål og forskellige smedninger. Den blev etableret i 1991 ved en fusion mellem østrigske Böhler og svenske Uddeholms AB. De har produktion i Østrig, Tyskland, Sverige, Brasilien, Belgien, Tyrkiet, Kina, USA og Mexico. I 2008 blev selskabet overtaget af Voestalpine.